# 维洛那二绅士

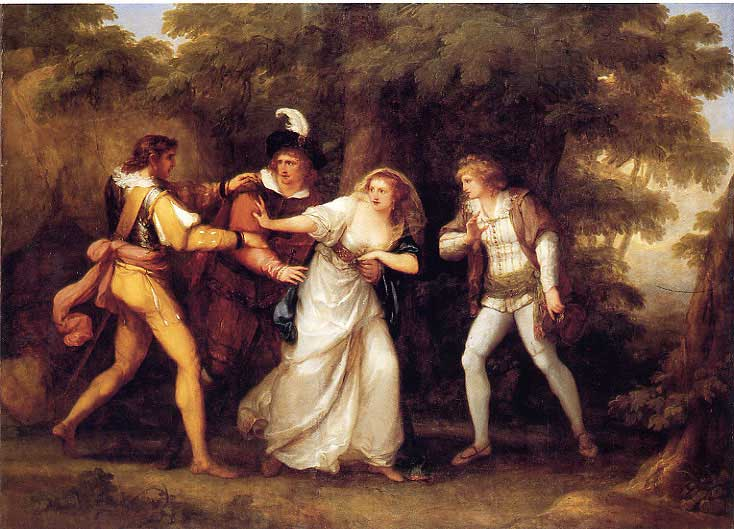
安吉莉卡·考夫曼 (1789)所作的维洛那二绅士。

《维洛那二绅士》（英語：The Two Gentlemen of Verona）是威廉·莎士比亚的喜剧作品，据信创作于1589年至1593年，常被认为是莎士比亚最拙劣的戏剧之一。在所有的莎士比亚戏剧中，它的演员阵容是最小的。